# Stazione di Varenna-Esino-Perledo
Stazione di Varenna-Esino-Perledo vasútállomás Olaszországban, Lombardia régióban, Perledo településen.

## Vasútvonalak
Az állomást az alábbi vasútvonalak érintik:
- Tirano–Lecco-vasútvonal

## Kapcsolódó állomások
A vasútállomáshoz az alábbi állomások vannak a legközelebb:
- Stazione di Regoledo
- Stazione di Fiumelatte